# Емблема Анголи
Емблема Анголи виконана у соціалістичному стилі. Деякі її елементи також присутні на прапорі Анголи.

## Історія
Ця емблема є офіційним символом Республіки Ангола з 1992. До цього часу існувала майже ідентична емблема Народної Республіки Ангола, прийнята після проголошення нею незалежності 11 листопада 1975. Єдина різниця полягала в написі на сувої під емблемою, де раніше була попередня назва держави.

## Опис
Державна емблема описана в статті 18 Конституції Республіки Ангола наступним чином:
Емблема Республіки Ангола складається з частини зубчастого колеса та гілки кукурудзи, кави та бавовни, символів, відповідно, робітників та промисловості, і селян та сільського господарства.
В основі композиції лежать відкрита книга, символ освіти та культури, та сонце, що сходить, символ нової Країни. У центрі — мачете та мотика, які символізують працю та початок збройної боротьби. Вгорі — зображення зірки, символу міжнародної солідарності та прогресу.
В нижній частині емблеми знаходиться золота стрічка з написом «Республіка Ангола» португальською мовою.

## Галерея

Герб португальської Західної Африки (8 травня 1935 — 11 червня 1951 року).
Герб португальської Західної Африки (11 червня 1951 — 11 листопада 1975 року).
Малий герб (8 травня 1935 — 11 листопада 1975 року).